# Journal of Neuroendocrinology
Ne doit pas être confondu avec Neuroendocrinology.
Journal of Neuroendocrinology (abrégé en J. Neuroendocrinol.) est une revue scientifique britannique spécialisée en biologie dans le domaine de la neuroendocrinologie. 
D'après le Journal Citation Reports, le facteur d'impact de ce journal était de 3,331 en 2012. L'actuel directeur de publication est David R. Grattan (Université d'Otago, Nouvelle-Zélande).